# Callitris rhomboidea
Callitris rhomboidea es una especie de árbol de las coníferas en la familia Cupressaceae (familia de los cipreses), nativo de Australia, donde se distribuye por Australia del Sur, Queensland, Nueva Gales del Sur, Victoria y Tasmania, y también se ha naturalizado en partes de Australia Occidental.

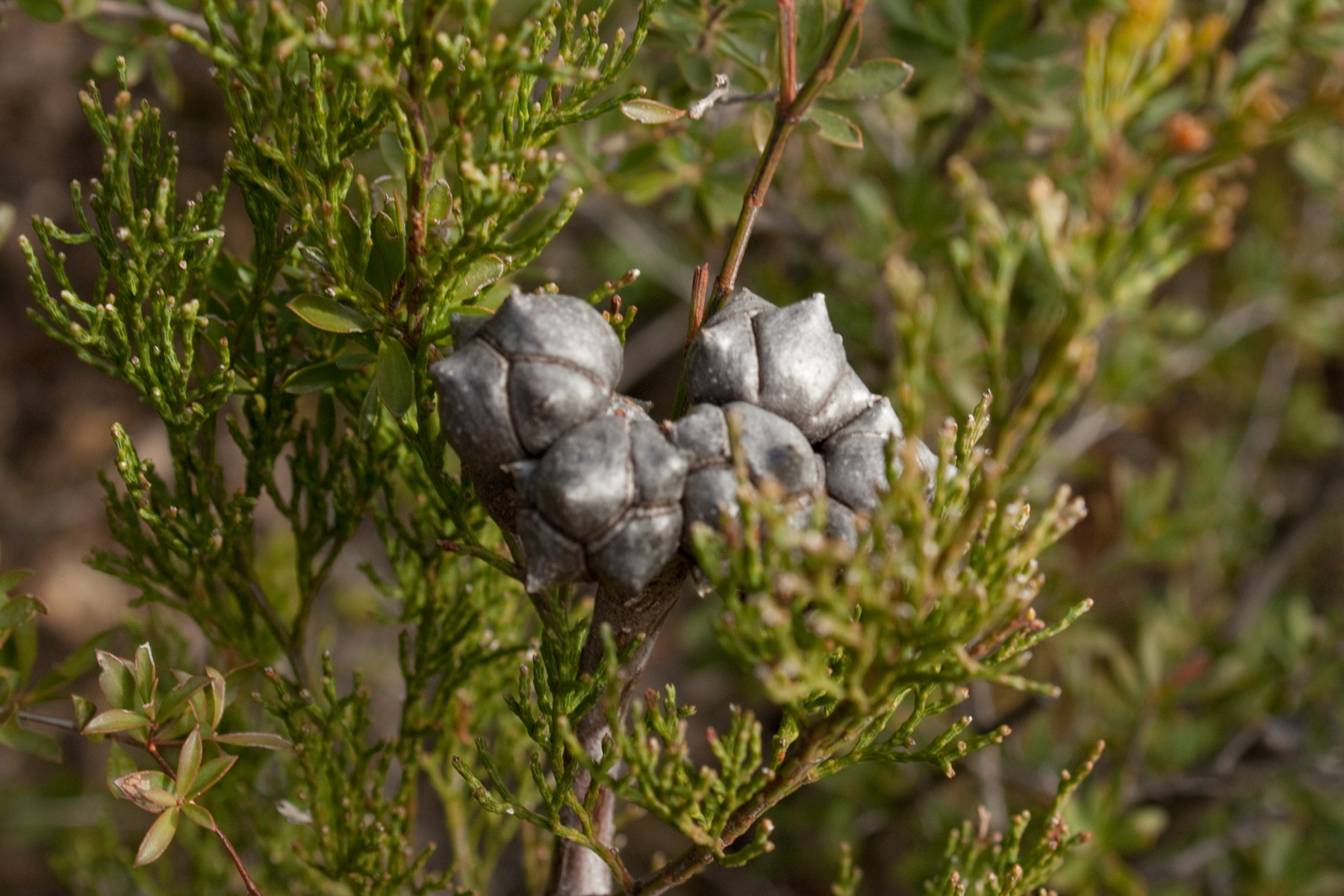
Conos

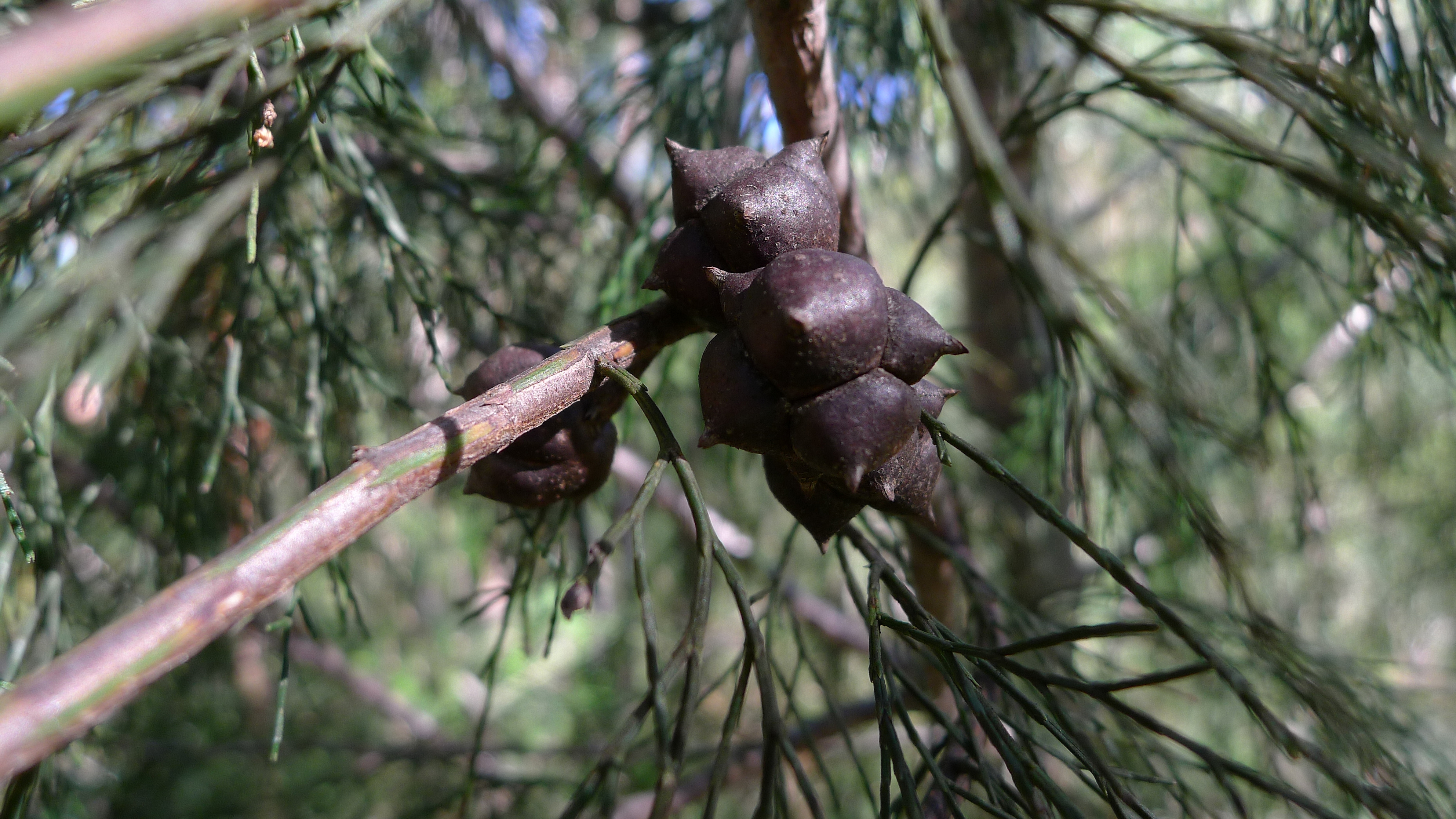
Frutos

## Descripción
Es un pequeño árbol que alcanza un tamaño de 9-15 m de altura, y un diámetro de 29-44 cm, con una estrecho y densa cabeza de ramas divididas en una masa de pequeños, aerosoles delgadas. Las hojas de color verde brillante o glauco, de 2-3 mm de largo, estrechamente presionado a las ramillas en toda su longitud, dorsalmente con quilla, que termina en un punto corto. Los conos femeninos generalmente agrupados en las ramas de fructificación, permaneciendo mucho tiempo después de su vencimiento, globosos a deprimido-globosos, de 8-20 mm de diámetro, de color marrón-gris; el cono romboidal, liso con una prominente protuberancia central. Las semillas de color marrón oscuro, redondeadas, pequeñas, con dos alas muy estrechas.

## Taxonomía
Callitris rhomboidea fue descrita por R.Br. Ex Rich. & A.Rich. y publicado en Commentatio botanica de Conifereis et Cycadeis 47, t. 18. 1826.
Etimología
Callitris: nombre genérico que deriva de las palabras griegas: 
kallos que significa "hermosa" y treis = "tres""; a causa de la disposición simétrica de las hojas.
rhomboidea: epíteto latíno que significa "con forma de rombo".
Sinonimia
- Callitris articulata Gordon
- Callitris cupressiformis Vent.
- Callitris cupressiformis F.Muell.
- Callitris fothergillii Loudon
- Callitris tasmanica (Benth.) R.T.Baker & H.G.Sm.
- Callitris ventenatii R.Br. ex Mirb.
- Cupressus australis Pers.
- Cyparissia australis (Pers.) Hoffmanns.
- Frenela australis (Pers.) Mirb. ex Endl.
- Frenela triquetra Spach
- Frenela variabilis Carrière
- Thuja australis Bosc ex Poir.
- Thuja inaequalis Desf.[6]